# Critérium du Dauphiné libéré 2008
Le Critérium du Dauphiné libéré 2008, inscrit au calendrier de l'UCI ProTour 2008, a eu lieu du 8 au 15 juin 2008. L'Espagnol Alejandro Valverde remporte cette édition.

## Présentation
Le Critérium du Dauphiné Libéré est la huitième épreuve du ProTour 2008. Le leader du classement individuel Damiano Cunego n'est pas présent.

### Équipes
Comme le prévoit le règlement du ProTour, les 18 « ProTeams » participent à cette compétition. En revanche, aucun équipe continentale professionnelle n'est invitée. La direction de la course a justifié ce choix par l'augmentation des coûts d'organisation due à la somme de 45 000 euros qu'elle doit débourser pour la lutte antidopage. Par conséquent, le tenant du titre Christophe Moreau, membre de l'équipe continentale professionnelle Agritubel, est absent de cette édition. 18 équipes participent au Critérium du Dauphiné libéré.
| ProTeams (18)- AG2R-La Mondiale - Astana - Bouygues Telecom - Caisse d'Épargne - Cofidis-Le Crédit par Téléphone - Crédit agricole - CSC - Euskaltel-Euskadi - Gerolsteiner - High Road - La Française des jeux - Lampre - Liquigas - Team Milram - Quick Step - Rabobank - Saunier Duval-Scott - Silence-Lotto |
| |

### Principaux coureurs
Plusieurs favoris du Tour de France sont au départ de ce Critérium, à Avignon. Cadel Evans, deuxième du Critérium et du Tour 2007, emmène l'équipe Silence-Lotto et porte le dossard n°1. Il a effectué un excellent début de saisons avec quatre victoires et de bonnes places sur les classiques ardennaises en avril. Il a cependant souffert d'une tendinite au genou durant sa préparation du Tour de France au mois de mai. Il aura à ses côtés Yaroslav Popovych, 3e de Paris-Nice en mars. La Caisse d'Épargne compte dans ses rangs Alejandro Valverde, vainqueur en 2008 de Liège-Bastogne-Liège et du Tour de Murcie, et Óscar Pereiro. Carlos Sastre est le leader de l'équipe CSC. L'équipe basque Euskaltel-Euskadi compte dans ses rangs trois coureurs auteurs d'excellentes places sur les courses par étapes : Haimar Zubeldia, Mikel Astarloza et Samuel Sánchez. Pour l'Australien Michael Rogers (High Road), cette semaine de course constitue un test après deux mois sans compétition en raison d'un virus d'Epstein-Barr.
Un seul ancien vainqueur est au départ de cette édition. Il s'agit de Levi Leipheimer, lauréat en 2006, en retrait sur le Tour d'Italie en mai mais qui a fait du Dauphiné Libéré un grand objectif de sa saison en l'absence de participation au Tour. Son coéquipier Alberto Contador visait initialement une victoire sur cette épreuve mais a finalement renoncé à y participer après sa victoire au Tour d'Italie.
La formation néerlandaise Rabobank se présente avec son espoir des courses par étapes : Robert Gesink (22 ans) retrouve les Alpes quatre mois après s'être révélé au plus haut niveau sur les pentes du mont Ventoux durant Paris-Nice. Parmi les outsiders figurent les Espagnols Manuel Beltrán (Liquigas), José Ángel Gómez Marchante, Juan José Cobo (Saunier Duval), Carlos Barredo, Juan Manuel Gárate (Quick Step), les Français Sandy Casar (La Française des jeux), Cyril Dessel (AG2R La Mondiale) et l'Autrichien Bernhard Kohl (Gerolsteiner), troisième en 2006,.

## Classements des étapes
| Étape     | Date    | Villes étapes                             | type                        | Distance (km) | Vainqueur d'étape    | Leader du classement général |
| --------- | ------- | ----------------------------------------- | --------------------------- | ------------- | -------------------- | ---------------------------- |
| Prologue  | 8 juin  | Le Pontet – Avignon                       | prologue                    | 5,6           | Levi Leipheimer      | Levi Leipheimer              |
| 1re étape | 9 juin  | Avignon – Privas                          |                             | 194           | Alejandro Valverde   | Thor Hushovd                 |
| 2e étape  | 10 juin | Bourg-Saint-Andéol – Vienne               |                             | 184           | George Hincapie      | Thor Hushovd                 |
| 3e étape  | 11 juin | Saint-Paul-en-Jarez – Saint-Paul-en-Jarez | contre-la-montre individuel | 31            | Alejandro Valverde   | Alejandro Valverde           |
| 4e étape  | 12 juin | Vienne – Annemasse                        |                             | 193           | Cyril Dessel         | Alejandro Valverde           |
| 5e étape  | 13 juin | Ville-la-Grand – Morzine                  |                             | 125           | Yury Trofimov        | Alejandro Valverde           |
| 6e étape  | 14 juin | Morzine – Fontcouverte-la-Toussuire       |                             | 233           | Chris Anker Sørensen | Alejandro Valverde           |
| 7e étape  | 15 juin | Saint-Jean-de-Maurienne – Grenoble        |                             | 128           | Dmitriy Fofonov      | Alejandro Valverde           |

## Les étapes

### Prologue
Le prologue s'est déroulé le dimanche 8 juin 2008 sur un circuit de 5,6 kilomètres entre Le Pontet et Avignon.
| \| Classement de l'étape \| Classement de l'étape \| Classement de l'étape \| Classement de l'étape \| Classement de l'étape \| \| Coureur \| Coureur \| Pays \| Équipe \| Temps \| \| --------------------- \| --------------------- \| --------------------- \| ------------------------------- \| --------------------- \| \| 1er \| Levi Leipheimer \| États-Unis \| Astana \| 6 min 10 s \| \| 2e \| Thor Hushovd \| Norvège \| Crédit Agricole \| + 1 s \| \| 3e \| Alejandro Valverde \| Espagne \| Caisse d'Épargne \| + 6 s \| \| 4e \| Maxime Monfort \| Belgique \| Cofidis-Le Crédit par Téléphone \| + 12 s \| \| 5e \| Vladimir Efimkin \| Russie \| AG2R-La Mondiale \| + 12 s \| \| 6e \| Cadel Evans \| Australie \| Silence-Lotto \| + 13 s \| \| 7e \| Brett Lancaster \| Australie \| Team Milram \| + 13 s \| \| 8e \| Manuel Quinziato \| Italie \| Liquigas \| + 13 s \| \| 9e \| Carlos Barredo \| Espagne \| Quick Step \| + 14 s \| \| 10e \| Haimar Zubeldia \| Espagne \| Euskaltel-Euskadi \| + 14 s \| |                    |            |                                 |            |
| |                    |            |                                 |            |
| |                    |            |                                 |            |
| Classement de l'étape |                    |            |                                 |            |
| Coureur | Coureur            | Pays       | Équipe                          | Temps      |
| 1er | Levi Leipheimer    | États-Unis | Astana                          | 6 min 10 s |
| 2e | Thor Hushovd       | Norvège    | Crédit Agricole                 | + 1 s      |
| 3e | Alejandro Valverde | Espagne    | Caisse d'Épargne                | + 6 s      |
| 4e | Maxime Monfort     | Belgique   | Cofidis-Le Crédit par Téléphone | + 12 s     |
| 5e | Vladimir Efimkin   | Russie     | AG2R-La Mondiale                | + 12 s     |
| 6e | Cadel Evans        | Australie  | Silence-Lotto                   | + 13 s     |
| 7e | Brett Lancaster    | Australie  | Team Milram                     | + 13 s     |
| 8e | Manuel Quinziato   | Italie     | Liquigas                        | + 13 s     |
| 9e | Carlos Barredo     | Espagne    | Quick Step                      | + 14 s     |
| 10e | Haimar Zubeldia    | Espagne    | Euskaltel-Euskadi               | + 14 s     |

| \| Classement général \| Classement général \| Classement général \| Classement général \| Classement général \| \| Coureur \| Coureur \| Pays \| Équipe \| Temps \| \| ------------------ \| ------------------ \| ------------------ \| ------------------------------- \| ------------------ \| \| 1er \| Levi Leipheimer \| États-Unis \| Astana \| 6 min 10 s \| \| 2e \| Thor Hushovd \| Norvège \| Crédit Agricole \| + 1 s \| \| 3e \| Alejandro Valverde \| Espagne \| Caisse d'Épargne \| + 6 s \| \| 4e \| Maxime Monfort \| Belgique \| Cofidis-Le Crédit par Téléphone \| + 12 s \| \| 5e \| Vladimir Efimkin \| Russie \| AG2R-La Mondiale \| + 12 s \| \| 6e \| Cadel Evans \| Australie \| Silence-Lotto \| + 13 s \| \| 7e \| Brett Lancaster \| Australie \| Team Milram \| + 13 s \| \| 8e \| Manuel Quinziato \| Italie \| Liquigas \| + 13 s \| \| 9e \| Carlos Barredo \| Espagne \| Quick Step \| + 14 s \| \| 10e \| Haimar Zubeldia \| Espagne \| Euskaltel-Euskadi \| + 14 s \| |                    |            |                                 |            |
| |                    |            |                                 |            |
| |                    |            |                                 |            |
| Classement général |                    |            |                                 |            |
| Coureur | Coureur            | Pays       | Équipe                          | Temps      |
| 1er | Levi Leipheimer    | États-Unis | Astana                          | 6 min 10 s |
| 2e | Thor Hushovd       | Norvège    | Crédit Agricole                 | + 1 s      |
| 3e | Alejandro Valverde | Espagne    | Caisse d'Épargne                | + 6 s      |
| 4e | Maxime Monfort     | Belgique   | Cofidis-Le Crédit par Téléphone | + 12 s     |
| 5e | Vladimir Efimkin   | Russie     | AG2R-La Mondiale                | + 12 s     |
| 6e | Cadel Evans        | Australie  | Silence-Lotto                   | + 13 s     |
| 7e | Brett Lancaster    | Australie  | Team Milram                     | + 13 s     |
| 8e | Manuel Quinziato   | Italie     | Liquigas                        | + 13 s     |
| 9e | Carlos Barredo     | Espagne    | Quick Step                      | + 14 s     |
| 10e | Haimar Zubeldia    | Espagne    | Euskaltel-Euskadi               | + 14 s     |

### 1reétape
La première étape s'est déroulée le lundi 9 juin 2008 entre Avignon et Privas.
Le départ est donné sur les rives du « Petit Rhône » à Avignon. Le parcours se dirige vers le nord et le département de la Drôme, en passant par Vaison-la-Romaine et Nyons. L'étape est relativement accidentée mais ne présente pas de difficulté majeure. La seule côte comptant pour le classement de la montagne est située à Puy-Saint-Martin (4e catégorie). Le peloton se dirige ensuite vers l'ouest, traverse le Rhône et rejoint le département de l'Ardèche à La Voulte-sur-Rhône. Le final à Privas présente un dénivelé ascendant de 115 mètres dans les trois derniers kilomètres,.
| \| Classement de l'étape \| Classement de l'étape \| Classement de l'étape \| Classement de l'étape \| Classement de l'étape \| \| Coureur \| Coureur \| Pays \| Équipe \| Temps \| \| --------------------- \| --------------------- \| --------------------- \| --------------------- \| --------------------- \| \| 1er \| Alejandro Valverde \| Espagne \| Caisse d'Épargne \| 4 h 46 min 36 s \| \| 2e \| Thor Hushovd \| Norvège \| Crédit Agricole \| + 0 s \| \| 3e \| Björn Schröder \| Allemagne \| Team Milram \| + 0 s \| \| 4e \| Fabian Wegmann \| Allemagne \| Gerolsteiner \| + 0 s \| \| 5e \| Cadel Evans \| Australie \| Silence-Lotto \| + 0 s \| \| 6e \| Levi Leipheimer \| États-Unis \| Astana \| + 0 s \| \| 7e \| Thomas Voeckler \| France \| Bouygues Telecom \| + 0 s \| \| 8e \| Haimar Zubeldia \| Espagne \| Euskaltel-Euskadi \| + 0 s \| \| 9e \| Peter Velits \| Slovaquie \| Team Milram \| + 0 s \| \| 10e \| Valerio Agnoli \| Italie \| Liquigas \| + 0 s \| |                    |            |                   |                 |
| |                    |            |                   |                 |
| |                    |            |                   |                 |
| Classement de l'étape |                    |            |                   |                 |
| Coureur | Coureur            | Pays       | Équipe            | Temps           |
| 1er | Alejandro Valverde | Espagne    | Caisse d'Épargne  | 4 h 46 min 36 s |
| 2e | Thor Hushovd       | Norvège    | Crédit Agricole   | + 0 s           |
| 3e | Björn Schröder     | Allemagne  | Team Milram       | + 0 s           |
| 4e | Fabian Wegmann     | Allemagne  | Gerolsteiner      | + 0 s           |
| 5e | Cadel Evans        | Australie  | Silence-Lotto     | + 0 s           |
| 6e | Levi Leipheimer    | États-Unis | Astana            | + 0 s           |
| 7e | Thomas Voeckler    | France     | Bouygues Telecom  | + 0 s           |
| 8e | Haimar Zubeldia    | Espagne    | Euskaltel-Euskadi | + 0 s           |
| 9e | Peter Velits       | Slovaquie  | Team Milram       | + 0 s           |
| 10e | Valerio Agnoli     | Italie     | Liquigas          | + 0 s           |

| \| Classement général \| Classement général \| Classement général \| Classement général \| Classement général \| \| Coureur \| Coureur \| Pays \| Équipe \| Temps \| \| ------------------ \| ------------------ \| ------------------ \| ------------------------------- \| ------------------ \| \| 1er \| Thor Hushovd \| Norvège \| Crédit Agricole \| 4 h 52 min 41 s \| \| 2e \| Alejandro Valverde \| Espagne \| Caisse d'Épargne \| + 1 s \| \| 3e \| Levi Leipheimer \| États-Unis \| Astana \| + 5 s \| \| 4e \| Maxime Monfort \| Belgique \| Cofidis-Le Crédit par Téléphone \| + 17 s \| \| 5e \| Vladimir Efimkin \| Russie \| AG2R-La Mondiale \| + 17 s \| \| 6e \| Cadel Evans \| Australie \| Silence-Lotto \| + 18 s \| \| 7e \| Brett Lancaster \| Australie \| Team Milram \| + 18 s \| \| 8e \| Carlos Barredo \| Espagne \| Quick Step \| + 19 s \| \| 9e \| Haimar Zubeldia \| Espagne \| Euskaltel-Euskadi \| + 19 s \| \| 10e \| Craig Lewis \| États-Unis \| High Road \| + 19 s \| |                    |            |                                 |                 |
| |                    |            |                                 |                 |
| |                    |            |                                 |                 |
| Classement général |                    |            |                                 |                 |
| Coureur | Coureur            | Pays       | Équipe                          | Temps           |
| 1er | Thor Hushovd       | Norvège    | Crédit Agricole                 | 4 h 52 min 41 s |
| 2e | Alejandro Valverde | Espagne    | Caisse d'Épargne                | + 1 s           |
| 3e | Levi Leipheimer    | États-Unis | Astana                          | + 5 s           |
| 4e | Maxime Monfort     | Belgique   | Cofidis-Le Crédit par Téléphone | + 17 s          |
| 5e | Vladimir Efimkin   | Russie     | AG2R-La Mondiale                | + 17 s          |
| 6e | Cadel Evans        | Australie  | Silence-Lotto                   | + 18 s          |
| 7e | Brett Lancaster    | Australie  | Team Milram                     | + 18 s          |
| 8e | Carlos Barredo     | Espagne    | Quick Step                      | + 19 s          |
| 9e | Haimar Zubeldia    | Espagne    | Euskaltel-Euskadi               | + 19 s          |
| 10e | Craig Lewis        | États-Unis | High Road                       | + 19 s          |

### 2eétape
La deuxième étape s'est déroulée le mardi 10 juin 2008 entre Bourg-Saint-Andéol et Vienne.
Cette étape d'une longueur de 184 kilomètres traverse les départements de l'Ardèche, de la Loire, du Rhône et de l'Isère.
Elle part de Bourg-Saint-Andéol, dans le sud-est du département de l'Ardèche, pour remonter la vallée du Rhône sur sa rive droite sur l'ancienne route nationale 86 pendant près de 100 kilomètres. Peu après le ravitaillement près de Sarras, la caravane entre dans le département de la Loire et quitte alors la vallée pour aborder les menues difficultés de l'étape : la côte de Lupé (4e catégorie, kilomètre 134) et la côte de la Croix Régis (4e catégorie, kilomètre 169) précèdent le retour en descente vers la vallée du Rhône et l'arrivée à Vienne.
| \| Classement de l'étape \| Classement de l'étape \| Classement de l'étape \| Classement de l'étape \| Classement de l'étape \| \| Coureur \| Coureur \| Pays \| Équipe \| Temps \| \| --------------------- \| --------------------- \| --------------------- \| --------------------- \| --------------------- \| \| 1er \| George Hincapie \| États-Unis \| High Road \| 4 h 32 min 38 s \| \| 2e \| Sébastien Chavanel \| France \| La Française des jeux \| + 0 s \| \| 3e \| Sebastian Lang \| Allemagne \| Gerolsteiner \| + 0 s \| \| 4e \| Heinrich Haussler \| Allemagne \| Gerolsteiner \| + 0 s \| \| 5e \| Thor Hushovd \| Norvège \| Crédit Agricole \| + 0 s \| \| 6e \| Yury Trofimov \| Russie \| Bouygues Telecom \| + 0 s \| \| 7e \| Peter Wrolich \| Autriche \| Gerolsteiner \| + 0 s \| \| 8e \| Davide Viganò \| Italie \| Quick Step \| + 0 s \| \| 9e \| Mauro Da Dalto \| Italie \| Liquigas \| + 0 s \| \| 10e \| Julien Loubet \| France \| AG2R-La Mondiale \| + 0 s \| |                    |            |                       |                 |
| |                    |            |                       |                 |
| |                    |            |                       |                 |
| Classement de l'étape |                    |            |                       |                 |
| Coureur | Coureur            | Pays       | Équipe                | Temps           |
| 1er | George Hincapie    | États-Unis | High Road             | 4 h 32 min 38 s |
| 2e | Sébastien Chavanel | France     | La Française des jeux | + 0 s           |
| 3e | Sebastian Lang     | Allemagne  | Gerolsteiner          | + 0 s           |
| 4e | Heinrich Haussler  | Allemagne  | Gerolsteiner          | + 0 s           |
| 5e | Thor Hushovd       | Norvège    | Crédit Agricole       | + 0 s           |
| 6e | Yury Trofimov      | Russie     | Bouygues Telecom      | + 0 s           |
| 7e | Peter Wrolich      | Autriche   | Gerolsteiner          | + 0 s           |
| 8e | Davide Viganò      | Italie     | Quick Step            | + 0 s           |
| 9e | Mauro Da Dalto     | Italie     | Liquigas              | + 0 s           |
| 10e | Julien Loubet      | France     | AG2R-La Mondiale      | + 0 s           |

| \| Classement général \| Classement général \| Classement général \| Classement général \| Classement général \| \| Coureur \| Coureur \| Pays \| Équipe \| Temps \| \| ------------------ \| ------------------ \| ------------------ \| ------------------------------- \| ------------------ \| \| 1er \| Thor Hushovd \| Norvège \| Crédit Agricole \| 9 h 25 min 19 s \| \| 2e \| Alejandro Valverde \| Espagne \| Caisse d'Épargne \| + 1 s \| \| 3e \| Levi Leipheimer \| États-Unis \| Astana \| + 5 s \| \| 4e \| George Hincapie \| États-Unis \| High Road \| + 13 s \| \| 5e \| Maxime Monfort \| Belgique \| Cofidis-Le Crédit par Téléphone \| + 17 s \| \| 6e \| Vladimir Efimkin \| Russie \| AG2R-La Mondiale \| + 17 s \| \| 7e \| Cadel Evans \| Australie \| Silence-Lotto \| + 18 s \| \| 8e \| Carlos Barredo \| Espagne \| Quick Step \| + 19 s \| \| 9e \| Haimar Zubeldia \| Espagne \| Euskaltel-Euskadi \| + 19 s \| \| 10e \| Fabian Wegmann \| Allemagne \| Gerolsteiner \| + 20 s \| |                    |            |                                 |                 |
| |                    |            |                                 |                 |
| |                    |            |                                 |                 |
| Classement général |                    |            |                                 |                 |
| Coureur | Coureur            | Pays       | Équipe                          | Temps           |
| 1er | Thor Hushovd       | Norvège    | Crédit Agricole                 | 9 h 25 min 19 s |
| 2e | Alejandro Valverde | Espagne    | Caisse d'Épargne                | + 1 s           |
| 3e | Levi Leipheimer    | États-Unis | Astana                          | + 5 s           |
| 4e | George Hincapie    | États-Unis | High Road                       | + 13 s          |
| 5e | Maxime Monfort     | Belgique   | Cofidis-Le Crédit par Téléphone | + 17 s          |
| 6e | Vladimir Efimkin   | Russie     | AG2R-La Mondiale                | + 17 s          |
| 7e | Cadel Evans        | Australie  | Silence-Lotto                   | + 18 s          |
| 8e | Carlos Barredo     | Espagne    | Quick Step                      | + 19 s          |
| 9e | Haimar Zubeldia    | Espagne    | Euskaltel-Euskadi               | + 19 s          |
| 10e | Fabian Wegmann     | Allemagne  | Gerolsteiner                    | + 20 s          |

### 3eétape
La troisième étape s'est déroulée le mercredi 11 juin 2008. Il s'agit d'une course contre-la-montre autour de la ville de Saint-Paul-en-Jarez.
| \| Classement de l'étape \| Classement de l'étape \| Classement de l'étape \| Classement de l'étape \| Classement de l'étape \| \| Coureur \| Coureur \| Pays \| Équipe \| Temps \| \| --------------------- \| --------------------- \| --------------------- \| ------------------------------- \| --------------------- \| \| 1er \| Alejandro Valverde \| Espagne \| Caisse d'Épargne \| 44 min 59 s \| \| 2e \| Levi Leipheimer \| États-Unis \| Astana \| + 19 s \| \| 3e \| Cadel Evans \| Australie \| Silence-Lotto \| + 20 s \| \| 4e \| Mikel Astarloza \| Espagne \| Euskaltel-Euskadi \| + 1 min 00 s \| \| 5e \| Maxime Monfort \| Belgique \| Cofidis-Le Crédit par Téléphone \| + 1 min 01 s \| \| 6e \| Stef Clement \| Pays-Bas \| Bouygues Telecom \| + 1 min 06 s \| \| 7e \| Yury Trofimov \| Russie \| Bouygues Telecom \| + 1 min 35 s \| \| 8e \| Andriy Grivko \| Ukraine \| Team Milram \| + 1 min 47 s \| \| 9e \| Juan José Cobo \| Espagne \| Saunier Duval-Scott \| + 2 min 07 s \| \| 10e \| Robert Gesink \| Pays-Bas \| Rabobank \| + 2 min 08 s \| |                    |            |                                 |              |
| |                    |            |                                 |              |
| |                    |            |                                 |              |
| Classement de l'étape |                    |            |                                 |              |
| Coureur | Coureur            | Pays       | Équipe                          | Temps        |
| 1er | Alejandro Valverde | Espagne    | Caisse d'Épargne                | 44 min 59 s  |
| 2e | Levi Leipheimer    | États-Unis | Astana                          | + 19 s       |
| 3e | Cadel Evans        | Australie  | Silence-Lotto                   | + 20 s       |
| 4e | Mikel Astarloza    | Espagne    | Euskaltel-Euskadi               | + 1 min 00 s |
| 5e | Maxime Monfort     | Belgique   | Cofidis-Le Crédit par Téléphone | + 1 min 01 s |
| 6e | Stef Clement       | Pays-Bas   | Bouygues Telecom                | + 1 min 06 s |
| 7e | Yury Trofimov      | Russie     | Bouygues Telecom                | + 1 min 35 s |
| 8e | Andriy Grivko      | Ukraine    | Team Milram                     | + 1 min 47 s |
| 9e | Juan José Cobo     | Espagne    | Saunier Duval-Scott             | + 2 min 07 s |
| 10e | Robert Gesink      | Pays-Bas   | Rabobank                        | + 2 min 08 s |

| \| Classement général \| Classement général \| Classement général \| Classement général \| Classement général \| \| Coureur \| Coureur \| Pays \| Équipe \| Temps \| \| ------------------ \| ------------------ \| ------------------ \| ------------------------------- \| ------------------ \| \| 1er \| Alejandro Valverde \| Espagne \| Caisse d'Épargne \| 10 h 10 min 19 s \| \| 2e \| Levi Leipheimer \| États-Unis \| Astana \| + 23 s \| \| 3e \| Cadel Evans \| Australie \| Silence-Lotto \| + 37 s \| \| 4e \| Maxime Monfort \| Belgique \| Cofidis-Le Crédit par Téléphone \| + 1 min 17 s \| \| 5e \| Mikel Astarloza \| Espagne \| Euskaltel-Euskadi \| + 1 min 20 s \| \| 6e \| Andriy Grivko \| Ukraine \| Team Milram \| + 2 min 08 s \| \| 7e \| Yury Trofimov \| Russie \| Bouygues Telecom \| + 2 min 10 s \| \| 8e \| Robert Gesink \| Pays-Bas \| Rabobank \| + 2 min 28 s \| \| 9e \| Samuel Sánchez \| Espagne \| Euskaltel-Euskadi \| + 2 min 30 s \| \| 10e \| Carlos Barredo \| Espagne \| Quick Step \| + 2 min 39 s \| |                    |            |                                 |                  |
| |                    |            |                                 |                  |
| |                    |            |                                 |                  |
| Classement général |                    |            |                                 |                  |
| Coureur | Coureur            | Pays       | Équipe                          | Temps            |
| 1er | Alejandro Valverde | Espagne    | Caisse d'Épargne                | 10 h 10 min 19 s |
| 2e | Levi Leipheimer    | États-Unis | Astana                          | + 23 s           |
| 3e | Cadel Evans        | Australie  | Silence-Lotto                   | + 37 s           |
| 4e | Maxime Monfort     | Belgique   | Cofidis-Le Crédit par Téléphone | + 1 min 17 s     |
| 5e | Mikel Astarloza    | Espagne    | Euskaltel-Euskadi               | + 1 min 20 s     |
| 6e | Andriy Grivko      | Ukraine    | Team Milram                     | + 2 min 08 s     |
| 7e | Yury Trofimov      | Russie     | Bouygues Telecom                | + 2 min 10 s     |
| 8e | Robert Gesink      | Pays-Bas   | Rabobank                        | + 2 min 28 s     |
| 9e | Samuel Sánchez     | Espagne    | Euskaltel-Euskadi               | + 2 min 30 s     |
| 10e | Carlos Barredo     | Espagne    | Quick Step                      | + 2 min 39 s     |

### 4eétape
La quatrième étape s'est déroulée le jeudi 12 juin 2008 entre Vienne et Annemasse.
Cette première étape de montagne est longue de 193 kilomètres. Les 120 premiers kilomètres après le départ de Vienne sont sans difficulté. Le parcours se dirige vers l'est et rejoint le département de l'Ain après le passage par Aoste. Il remonte ensuite le Rhône jusqu'à Anglefort. Suivent les deux premières côtes, dites du Mont des Princes (3e catégorie) et de Saint-Jean (4e catégorie), toutes deux situées dans le département de la Haute-Savoie. À 25 kilomètres de l'arrivée débute l'ascension du Salève (1re catégorie), menant les coureurs à 1300 mètres d'altitude. La descente finale mène à Annemasse où se trouve l'arrivée.
| \| Classement de l'étape \| Classement de l'étape \| Classement de l'étape \| Classement de l'étape \| Classement de l'étape \| \| Coureur \| Coureur \| Pays \| Équipe \| Temps \| \| --------------------- \| --------------------- \| --------------------- \| ------------------------------- \| --------------------- \| \| 1er \| Cyril Dessel \| France \| AG2R-La Mondiale \| 4 h 37 min 16 s \| \| 2e \| Pierre Rolland \| France \| Crédit Agricole \| + 18 s \| \| 3e \| Amaël Moinard \| France \| Cofidis-Le Crédit par Téléphone \| + 1 min 21 s \| \| 4e \| Óscar Pereiro \| Espagne \| Caisse d'Épargne \| + 1 min 21 s \| \| 5e \| Lars Bak \| Danemark \| CSC Saxo Bank \| + 2 min 07 s \| \| 6e \| David de la Fuente \| Espagne \| Saunier Duval-Scott \| + 2 min 07 s \| \| 7e \| Christophe Le Mével \| France \| Crédit Agricole \| + 2 min 07 s \| \| 8e \| Patrice Halgand \| France \| Crédit Agricole \| + 2 min 07 s \| \| 9e \| Michael Rogers \| Australie \| High Road \| + 2 min 09 s \| \| 10e \| Jelle Vanendert \| Belgique \| La Française des jeux \| + 2 min 10 s \| |                     |           |                                 |                 |
| |                     |           |                                 |                 |
| |                     |           |                                 |                 |
| Classement de l'étape |                     |           |                                 |                 |
| Coureur | Coureur             | Pays      | Équipe                          | Temps           |
| 1er | Cyril Dessel        | France    | AG2R-La Mondiale                | 4 h 37 min 16 s |
| 2e | Pierre Rolland      | France    | Crédit Agricole                 | + 18 s          |
| 3e | Amaël Moinard       | France    | Cofidis-Le Crédit par Téléphone | + 1 min 21 s    |
| 4e | Óscar Pereiro       | Espagne   | Caisse d'Épargne                | + 1 min 21 s    |
| 5e | Lars Bak            | Danemark  | CSC Saxo Bank                   | + 2 min 07 s    |
| 6e | David de la Fuente  | Espagne   | Saunier Duval-Scott             | + 2 min 07 s    |
| 7e | Christophe Le Mével | France    | Crédit Agricole                 | + 2 min 07 s    |
| 8e | Patrice Halgand     | France    | Crédit Agricole                 | + 2 min 07 s    |
| 9e | Michael Rogers      | Australie | High Road                       | + 2 min 09 s    |
| 10e | Jelle Vanendert     | Belgique  | La Française des jeux           | + 2 min 10 s    |

| \| Classement général \| Classement général \| Classement général \| Classement général \| Classement général \| \| Coureur \| Coureur \| Pays \| Équipe \| Temps \| \| ------------------ \| ------------------ \| ------------------ \| ------------------------------- \| ------------------ \| \| 1er \| Alejandro Valverde \| Espagne \| Caisse d'Épargne \| 14 h 49 min 46 s \| \| 2e \| Levi Leipheimer \| États-Unis \| Astana \| + 23 s \| \| 3e \| Cadel Evans \| Australie \| Silence-Lotto \| + 37 s \| \| 4e \| Cyril Dessel \| France \| AG2R-La Mondiale \| + 1 min 08 s \| \| 5e \| Maxime Monfort \| Belgique \| Cofidis-Le Crédit par Téléphone \| + 1 min 17 s \| \| 6e \| Mikel Astarloza \| Espagne \| Euskaltel-Euskadi \| + 1 min 20 s \| \| 7e \| Óscar Pereiro \| Espagne \| Caisse d'Épargne \| + 1 min 58 s \| \| 8e \| Robert Gesink \| Pays-Bas \| Rabobank \| + 2 min 28 s \| \| 9e \| Pierre Rolland \| France \| Crédit Agricole \| + 2 min 29 s \| \| 10e \| Yury Trofimov \| Russie \| Bouygues Telecom \| + 2 min 34 s \| |                    |            |                                 |                  |
| |                    |            |                                 |                  |
| |                    |            |                                 |                  |
| Classement général |                    |            |                                 |                  |
| Coureur | Coureur            | Pays       | Équipe                          | Temps            |
| 1er | Alejandro Valverde | Espagne    | Caisse d'Épargne                | 14 h 49 min 46 s |
| 2e | Levi Leipheimer    | États-Unis | Astana                          | + 23 s           |
| 3e | Cadel Evans        | Australie  | Silence-Lotto                   | + 37 s           |
| 4e | Cyril Dessel       | France     | AG2R-La Mondiale                | + 1 min 08 s     |
| 5e | Maxime Monfort     | Belgique   | Cofidis-Le Crédit par Téléphone | + 1 min 17 s     |
| 6e | Mikel Astarloza    | Espagne    | Euskaltel-Euskadi               | + 1 min 20 s     |
| 7e | Óscar Pereiro      | Espagne    | Caisse d'Épargne                | + 1 min 58 s     |
| 8e | Robert Gesink      | Pays-Bas   | Rabobank                        | + 2 min 28 s     |
| 9e | Pierre Rolland     | France     | Crédit Agricole                 | + 2 min 29 s     |
| 10e | Yury Trofimov      | Russie     | Bouygues Telecom                | + 2 min 34 s     |

### 5eétape
La cinquième étape s'est déroulée le vendredi 13 juin 2008 entre Ville la Grand et Morzine.
Cette étape est disputée en totalité dans le département de la Haute-Savoie. Le départ est donné à Ville la Grand. La première difficulté intervient au 51e kilomètre : il s'agit du col de Saxel (3e catégorie), permettant de relier Bons-en-Chablais à Boëge. Il est suivi du col du Perret (4e catégorie). Une deuxième côte de 4e catégorie est située au 87e kilomètre, à Chatillon-sur-Cluses. L'ascension du col de Joux Plane (hors-catégorie) constitue la grande difficulté du jour. Elle débute à Samoëns et emmène les coureurs à 1691 mètres d'altitude après 11,5 kilomètres. La descente d'égale distance mène à Morzine où se situe l'arrivée.
Après plusieurs attaques vaines, l'échappée décisive est lancée au pied du col de Saxel par Hubert Dupont (AG2R La Mondiale), suivi par Juan José Cobo (Saunier Duval), Íñigo Cuesta (CSC), Vladimir Efimkin (AG2R La Mondiale), George Hincapie (High Road), Aliaksandr Kuschynski (Liquigas), Daniel Navarro (Astana) et Yury Trofimov (Bouygues Telecom). À l'entame de l'ascension du Joux-Plane, ils comptent 2 minutes et 15 secondes d'avance sur le peloton emmené par l'équipe Caisse d'Épargne.
Efimkin, Trofimov, Cuesta et Cobo parviennent à distancer leurs compagnons. Efimkin et Cuesta lâchent ensuite prise. Juan José Cobo passe le col en tête après s'être défait de Yury Trofimov dans les derniers lacets. Celui-ci limite cependant son retard et rattrape puis lâche l'Espagnol alors que la descente n'est pas entamée, avec le col de Ranfolly situé dans le prolongement du col du Joux-Plane. Il possède à ce moment une avance de 43 secondes sur les favoris, et en conserve 18 à Morzine pour remporter l'étape.
S'agissant des favoris, la situation se décante dans le Joux-Plane à la suite de l'accélération du Néerlandais Robert Gesink (Rabobank). Les attaques d'Alejandro Valverde et Cadel Evans mettent Levi Leipheimer en difficulté. Ils passent la ligne d'arrivée 18 secondes après Trofimov. Leipheimer est neuvième à 1 min 24 s.
Yury Trofimov remporte sa troisième victoire en 2008, pour sa première année professionnelle. Ce succès lui permet de passer de la 10e à la 4e place du classement général. Malgré le temps perdu, Leipheimer conserve sa troisième place.
Juan José Cobo, passé en tête de toutes les difficultés, s'empare du maillot à pois de meilleur grimpeur aux dépens de son coéquipier David de la Fuente,.
| \| Classement de l'étape \| Classement de l'étape \| Classement de l'étape \| Classement de l'étape \| Classement de l'étape \| \| Coureur \| Coureur \| Pays \| Équipe \| Temps \| \| --------------------- \| --------------------- \| --------------------- \| --------------------- \| --------------------- \| \| 1er \| Yury Trofimov \| Russie \| Bouygues Telecom \| 3 h 07 min 46 s \| \| 2e \| Cadel Evans \| Australie \| Silence-Lotto \| + 18 s \| \| 3e \| Alejandro Valverde \| Espagne \| Caisse d'Épargne \| + 18 s \| \| 4e \| Haimar Zubeldia \| Espagne \| Euskaltel-Euskadi \| + 23 s \| \| 5e \| Sylwester Szmyd \| Pologne \| Lampre \| + 26 s \| \| 6e \| Robert Gesink \| Pays-Bas \| Rabobank \| + 26 s \| \| 7e \| Juan José Cobo \| Espagne \| Saunier Duval-Scott \| + 26 s \| \| 8e \| Vladimir Efimkin \| Russie \| AG2R-La Mondiale \| + 44 s \| \| 9e \| Levi Leipheimer \| États-Unis \| Astana \| + 1 min 24 s \| \| 10e \| Michael Rogers \| Australie \| High Road \| + 1 min 24 s \| |                    |            |                     |                 |
| |                    |            |                     |                 |
| |                    |            |                     |                 |
| Classement de l'étape |                    |            |                     |                 |
| Coureur | Coureur            | Pays       | Équipe              | Temps           |
| 1er | Yury Trofimov      | Russie     | Bouygues Telecom    | 3 h 07 min 46 s |
| 2e | Cadel Evans        | Australie  | Silence-Lotto       | + 18 s          |
| 3e | Alejandro Valverde | Espagne    | Caisse d'Épargne    | + 18 s          |
| 4e | Haimar Zubeldia    | Espagne    | Euskaltel-Euskadi   | + 23 s          |
| 5e | Sylwester Szmyd    | Pologne    | Lampre              | + 26 s          |
| 6e | Robert Gesink      | Pays-Bas   | Rabobank            | + 26 s          |
| 7e | Juan José Cobo     | Espagne    | Saunier Duval-Scott | + 26 s          |
| 8e | Vladimir Efimkin   | Russie     | AG2R-La Mondiale    | + 44 s          |
| 9e | Levi Leipheimer    | États-Unis | Astana              | + 1 min 24 s    |
| 10e | Michael Rogers     | Australie  | High Road           | + 1 min 24 s    |

| \| Classement général \| Classement général \| Classement général \| Classement général \| Classement général \| \| Coureur \| Coureur \| Pays \| Équipe \| Temps \| \| ------------------ \| ------------------ \| ------------------ \| ------------------------------- \| ------------------ \| \| 1er \| Alejandro Valverde \| Espagne \| Caisse d'Épargne \| 17 h 57 min 50 s \| \| 2e \| Cadel Evans \| Australie \| Silence-Lotto \| + 37 s \| \| 3e \| Levi Leipheimer \| États-Unis \| Astana \| + 1 min 29 s \| \| 4e \| Yury Trofimov \| Russie \| Bouygues Telecom \| + 2 min 16 s \| \| 5e \| Robert Gesink \| Pays-Bas \| Rabobank \| + 2 min 36 s \| \| 6e \| Cyril Dessel \| France \| AG2R-La Mondiale \| + 3 min 03 s \| \| 7e \| Maxime Monfort \| Belgique \| Cofidis-Le Crédit par Téléphone \| + 3 min 12 s \| \| 8e \| Mikel Astarloza \| Espagne \| Euskaltel-Euskadi \| + 3 min 15 s \| \| 9e \| Haimar Zubeldia \| Espagne \| Euskaltel-Euskadi \| + 3 min 17 s \| \| 10e \| Pierre Rolland \| France \| Crédit Agricole \| + 4 min 24 s \| |                    |            |                                 |                  |
| |                    |            |                                 |                  |
| |                    |            |                                 |                  |
| Classement général |                    |            |                                 |                  |
| Coureur | Coureur            | Pays       | Équipe                          | Temps            |
| 1er | Alejandro Valverde | Espagne    | Caisse d'Épargne                | 17 h 57 min 50 s |
| 2e | Cadel Evans        | Australie  | Silence-Lotto                   | + 37 s           |
| 3e | Levi Leipheimer    | États-Unis | Astana                          | + 1 min 29 s     |
| 4e | Yury Trofimov      | Russie     | Bouygues Telecom                | + 2 min 16 s     |
| 5e | Robert Gesink      | Pays-Bas   | Rabobank                        | + 2 min 36 s     |
| 6e | Cyril Dessel       | France     | AG2R-La Mondiale                | + 3 min 03 s     |
| 7e | Maxime Monfort     | Belgique   | Cofidis-Le Crédit par Téléphone | + 3 min 12 s     |
| 8e | Mikel Astarloza    | Espagne    | Euskaltel-Euskadi               | + 3 min 15 s     |
| 9e | Haimar Zubeldia    | Espagne    | Euskaltel-Euskadi               | + 3 min 17 s     |
| 10e | Pierre Rolland     | France     | Crédit Agricole                 | + 4 min 24 s     |

### 6eétape
La sixième étape s'est déroulée le samedi 14 juin 2008 entre Morzine et La Toussuire.
Cette étape de 233 kilomètres est la plus longue de la course et présente cinq ascensions, avec une arrivée en altitude. Les départements traversés sont la Savoie et la Haute-Savoie. Cette étape a la particularité d'emprunter deux fois un même tronçon près de Saint-Jean-de-Maurienne.
Au départ de Morzine, les coureurs rejoignent d'abord la vallée de l'Arve, franchissant la côte de Châtillon-sur-Cluses (4e catégorie, kilomètre 18,5). À Domancy, ils quittent cette vallée pour monter vers Megève (1 120 mètres d'altitude, côte de 3e catégorie, kilomètre 54). La course entre alors en Savoie, franchit une côte de 4e catégorie après Flumet (côte d'Héry-sur-Ugine, kilomètre 72) pour descendre vers la vallée de l'Isère, à Albertville. Les 60 prochains kilomètres se font en vallée (Tarentaise puis Maurienne), avant les deux grosses difficultés de la fin de l'étape.
Le col de la Croix-de-Fer, hors-catégorie (kilomètre 180,5), est escaladé à partir de Saint-Jean-de-Maurienne. La descente qui s'ensuit passe par le col du Glandon, pour revenir sur la vallée de la Maurienne. Après 10 kilomètres de plat jusqu'à Saint-Jean-de-Maurienne, les coureurs commencent la dernière ascension (1re catégorie), vers l'arrivée à la Toussuire.
| \| Classement de l'étape \| Classement de l'étape \| Classement de l'étape \| Classement de l'étape \| Classement de l'étape \| \| Coureur \| Coureur \| Pays \| Équipe \| Temps \| \| --------------------- \| --------------------- \| --------------------- \| --------------------- \| --------------------- \| \| 1er \| Chris Anker Sørensen \| Danemark \| CSC Saxo Bank \| 6 h 53 min 07 s \| \| 2e \| Pierrick Fédrigo \| France \| Bouygues Telecom \| + 1 min 02 s \| \| 3e \| Levi Leipheimer \| États-Unis \| Astana \| + 1 min 10 s \| \| 4e \| Sylwester Szmyd \| Pologne \| Lampre \| + 1 min 15 s \| \| 5e \| Alejandro Valverde \| Espagne \| Caisse d'Épargne \| + 1 min 15 s \| \| 6e \| Cadel Evans \| Australie \| Silence-Lotto \| + 1 min 17 s \| \| 7e \| Haimar Zubeldia \| Espagne \| Euskaltel-Euskadi \| + 1 min 17 s \| \| 8e \| Robert Gesink \| Pays-Bas \| Rabobank \| + 1 min 26 s \| \| 9e \| Matteo Carrara \| Italie \| Quick Step \| + 2 min 11 s \| \| 10e \| Daniel Navarro \| Espagne \| Astana \| + 2 min 13 s \| |                      |            |                   |                 |
| |                      |            |                   |                 |
| |                      |            |                   |                 |
| Classement de l'étape |                      |            |                   |                 |
| Coureur | Coureur              | Pays       | Équipe            | Temps           |
| 1er | Chris Anker Sørensen | Danemark   | CSC Saxo Bank     | 6 h 53 min 07 s |
| 2e | Pierrick Fédrigo     | France     | Bouygues Telecom  | + 1 min 02 s    |
| 3e | Levi Leipheimer      | États-Unis | Astana            | + 1 min 10 s    |
| 4e | Sylwester Szmyd      | Pologne    | Lampre            | + 1 min 15 s    |
| 5e | Alejandro Valverde   | Espagne    | Caisse d'Épargne  | + 1 min 15 s    |
| 6e | Cadel Evans          | Australie  | Silence-Lotto     | + 1 min 17 s    |
| 7e | Haimar Zubeldia      | Espagne    | Euskaltel-Euskadi | + 1 min 17 s    |
| 8e | Robert Gesink        | Pays-Bas   | Rabobank          | + 1 min 26 s    |
| 9e | Matteo Carrara       | Italie     | Quick Step        | + 2 min 11 s    |
| 10e | Daniel Navarro       | Espagne    | Astana            | + 2 min 13 s    |

| \| Classement général \| Classement général \| Classement général \| Classement général \| Classement général \| \| Coureur \| Coureur \| Pays \| Équipe \| Temps \| \| ------------------ \| ------------------ \| ------------------ \| ------------------------------- \| ------------------ \| \| 1er \| Alejandro Valverde \| Espagne \| Caisse d'Épargne \| 24 h 14 min 58 s \| \| 2e \| Cadel Evans \| Australie \| Silence-Lotto \| + 39 s \| \| 3e \| Levi Leipheimer \| États-Unis \| Astana \| + 1 min 24 s \| \| 4e \| Robert Gesink \| Pays-Bas \| Rabobank \| + 2 min 47 s \| \| 5e \| Haimar Zubeldia \| Espagne \| Euskaltel-Euskadi \| + 3 min 19 s \| \| 6e \| Cyril Dessel \| France \| AG2R-La Mondiale \| + 4 min 01 s \| \| 7e \| Mikel Astarloza \| Espagne \| Euskaltel-Euskadi \| + 4 min 25 s \| \| 8e \| Sylwester Szmyd \| Pologne \| Lampre \| + 4 min 29 s \| \| 9e \| Maxime Monfort \| Belgique \| Cofidis-Le Crédit par Téléphone \| + 4 min 45 s \| \| 10e \| Michael Rogers \| Australie \| High Road \| + 5 min 33 s \| |                    |            |                                 |                  |
| |                    |            |                                 |                  |
| |                    |            |                                 |                  |
| Classement général |                    |            |                                 |                  |
| Coureur | Coureur            | Pays       | Équipe                          | Temps            |
| 1er | Alejandro Valverde | Espagne    | Caisse d'Épargne                | 24 h 14 min 58 s |
| 2e | Cadel Evans        | Australie  | Silence-Lotto                   | + 39 s           |
| 3e | Levi Leipheimer    | États-Unis | Astana                          | + 1 min 24 s     |
| 4e | Robert Gesink      | Pays-Bas   | Rabobank                        | + 2 min 47 s     |
| 5e | Haimar Zubeldia    | Espagne    | Euskaltel-Euskadi               | + 3 min 19 s     |
| 6e | Cyril Dessel       | France     | AG2R-La Mondiale                | + 4 min 01 s     |
| 7e | Mikel Astarloza    | Espagne    | Euskaltel-Euskadi               | + 4 min 25 s     |
| 8e | Sylwester Szmyd    | Pologne    | Lampre                          | + 4 min 29 s     |
| 9e | Maxime Monfort     | Belgique   | Cofidis-Le Crédit par Téléphone | + 4 min 45 s     |
| 10e | Michael Rogers     | Australie  | High Road                       | + 5 min 33 s     |

### 7eétape
La septième et dernière étape s'est déroulée le dimanche 15 juin 2008 entre Saint-Jean-de-Maurienne et Grenoble.
| \| Classement de l'étape \| Classement de l'étape \| Classement de l'étape \| Classement de l'étape \| Classement de l'étape \| \| Coureur \| Coureur \| Pays \| Équipe \| Temps \| \| --------------------- \| --------------------- \| --------------------- \| --------------------- \| --------------------- \| \| 1er \| Dmitriy Fofonov \| Kazakhstan \| Crédit Agricole \| 3 h 17 min 20 s \| \| 2e \| Jurgen Van de Walle \| Belgique \| Quick Step \| + 0 s \| \| 3e \| Yury Trofimov \| Russie \| Bouygues Telecom \| + 0 s \| \| 4e \| Christophe Riblon \| France \| AG2R-La Mondiale \| + 11 s \| \| 5e \| Matteo Carrara \| Italie \| Quick Step \| + 11 s \| \| 6e \| Daniele Righi \| Italie \| Lampre \| + 11 s \| \| 7e \| Sandy Casar \| France \| La Française des jeux \| + 1 min 31 s \| \| 8e \| Charles Wegelius \| Royaume-Uni \| Liquigas \| + 1 min 31 s \| \| 9e \| Pierre Rolland \| France \| Crédit Agricole \| + 1 min 34 s \| \| 10e \| Lars Bak \| Danemark \| CSC Saxo Bank \| + 2 min 21 s \| |                     |             |                       |                 |
| |                     |             |                       |                 |
| |                     |             |                       |                 |
| Classement de l'étape |                     |             |                       |                 |
| Coureur | Coureur             | Pays        | Équipe                | Temps           |
| 1er | Dmitriy Fofonov     | Kazakhstan  | Crédit Agricole       | 3 h 17 min 20 s |
| 2e | Jurgen Van de Walle | Belgique    | Quick Step            | + 0 s           |
| 3e | Yury Trofimov       | Russie      | Bouygues Telecom      | + 0 s           |
| 4e | Christophe Riblon   | France      | AG2R-La Mondiale      | + 11 s          |
| 5e | Matteo Carrara      | Italie      | Quick Step            | + 11 s          |
| 6e | Daniele Righi       | Italie      | Lampre                | + 11 s          |
| 7e | Sandy Casar         | France      | La Française des jeux | + 1 min 31 s    |
| 8e | Charles Wegelius    | Royaume-Uni | Liquigas              | + 1 min 31 s    |
| 9e | Pierre Rolland      | France      | Crédit Agricole       | + 1 min 34 s    |
| 10e | Lars Bak            | Danemark    | CSC Saxo Bank         | + 2 min 21 s    |

| \| Classement général \| Classement général \| Classement général \| Classement général \| Classement général \| \| Coureur \| Coureur \| Pays \| Équipe \| Temps \| \| ------------------ \| ------------------ \| ------------------ \| ------------------------------- \| ------------------ \| \| 1er \| Alejandro Valverde \| Espagne \| Caisse d'Épargne \| 27 h 34 min 39 s \| \| 2e \| Cadel Evans \| Australie \| Silence-Lotto \| + 39 s \| \| 3e \| Levi Leipheimer \| États-Unis \| Astana \| + 1 min 24 s \| \| 4e \| Robert Gesink \| Pays-Bas \| Rabobank \| + 2 min 47 s \| \| 5e \| Haimar Zubeldia \| Espagne \| Euskaltel-Euskadi \| + 3 min 19 s \| \| 6e \| Cyril Dessel \| France \| AG2R-La Mondiale \| + 4 min 01 s \| \| 7e \| Mikel Astarloza \| Espagne \| Euskaltel-Euskadi \| + 4 min 25 s \| \| 8e \| Sylwester Szmyd \| Pologne \| Lampre \| + 4 min 29 s \| \| 9e \| Maxime Monfort \| Belgique \| Cofidis-Le Crédit par Téléphone \| + 4 min 45 s \| \| 10e \| Matteo Carrara \| Italie \| Quick Step \| + 5 min 13 s \| |                    |            |                                 |                  |
| |                    |            |                                 |                  |
| |                    |            |                                 |                  |
| Classement général |                    |            |                                 |                  |
| Coureur | Coureur            | Pays       | Équipe                          | Temps            |
| 1er | Alejandro Valverde | Espagne    | Caisse d'Épargne                | 27 h 34 min 39 s |
| 2e | Cadel Evans        | Australie  | Silence-Lotto                   | + 39 s           |
| 3e | Levi Leipheimer    | États-Unis | Astana                          | + 1 min 24 s     |
| 4e | Robert Gesink      | Pays-Bas   | Rabobank                        | + 2 min 47 s     |
| 5e | Haimar Zubeldia    | Espagne    | Euskaltel-Euskadi               | + 3 min 19 s     |
| 6e | Cyril Dessel       | France     | AG2R-La Mondiale                | + 4 min 01 s     |
| 7e | Mikel Astarloza    | Espagne    | Euskaltel-Euskadi               | + 4 min 25 s     |
| 8e | Sylwester Szmyd    | Pologne    | Lampre                          | + 4 min 29 s     |
| 9e | Maxime Monfort     | Belgique   | Cofidis-Le Crédit par Téléphone | + 4 min 45 s     |
| 10e | Matteo Carrara     | Italie     | Quick Step                      | + 5 min 13 s     |

## Classements finals

### Classement général
| \| Classement général \| Classement général \| Classement général \| Classement général \| Classement général \| \| Coureur \| Coureur \| Pays \| Équipe \| Temps \| \| ------------------ \| ------------------ \| ------------------ \| ------------------------------- \| ------------------ \| \| 1er \| Alejandro Valverde \| Espagne \| Caisse d'Épargne \| 27 h 34 min 39 s \| \| 2e \| Cadel Evans \| Australie \| Silence-Lotto \| + 39 s \| \| 3e \| Levi Leipheimer \| États-Unis \| Astana \| + 1 min 24 s \| \| 4e \| Robert Gesink \| Pays-Bas \| Rabobank \| + 2 min 47 s \| \| 5e \| Haimar Zubeldia \| Espagne \| Euskaltel-Euskadi \| + 3 min 19 s \| \| 6e \| Cyril Dessel \| France \| AG2R-La Mondiale \| + 4 min 01 s \| \| 7e \| Mikel Astarloza \| Espagne \| Euskaltel-Euskadi \| + 4 min 25 s \| \| 8e \| Sylwester Szmyd \| Pologne \| Lampre \| + 4 min 29 s \| \| 9e \| Maxime Monfort \| Belgique \| Cofidis-Le Crédit par Téléphone \| + 4 min 45 s \| \| 10e \| Matteo Carrara \| Italie \| Quick Step \| + 5 min 13 s \| |                    |            |                                 |                  |
| |                    |            |                                 |                  |
| |                    |            |                                 |                  |
| Classement général |                    |            |                                 |                  |
| Coureur | Coureur            | Pays       | Équipe                          | Temps            |
| 1er | Alejandro Valverde | Espagne    | Caisse d'Épargne                | 27 h 34 min 39 s |
| 2e | Cadel Evans        | Australie  | Silence-Lotto                   | + 39 s           |
| 3e | Levi Leipheimer    | États-Unis | Astana                          | + 1 min 24 s     |
| 4e | Robert Gesink      | Pays-Bas   | Rabobank                        | + 2 min 47 s     |
| 5e | Haimar Zubeldia    | Espagne    | Euskaltel-Euskadi               | + 3 min 19 s     |
| 6e | Cyril Dessel       | France     | AG2R-La Mondiale                | + 4 min 01 s     |
| 7e | Mikel Astarloza    | Espagne    | Euskaltel-Euskadi               | + 4 min 25 s     |
| 8e | Sylwester Szmyd    | Pologne    | Lampre                          | + 4 min 29 s     |
| 9e | Maxime Monfort     | Belgique   | Cofidis-Le Crédit par Téléphone | + 4 min 45 s     |
| 10e | Matteo Carrara     | Italie     | Quick Step                      | + 5 min 13 s     |

### Classements annexes
| Classement par points | Classement par points | Classement par points | Classement par points           | Classement par points |
| Coureur               | Coureur               | Pays                  | Équipe                          | Points                |
| --------------------- | --------------------- | --------------------- | ------------------------------- | --------------------- |
| 1er                   | Alejandro Valverde    | Espagne               | Caisse d'Épargne                | 133 pts               |
| 2e                    | Levi Leipheimer       | États-Unis            | Astana                          | 105 pts               |
| 3e                    | Cadel Evans           | Australie             | Silence-Lotto                   | 87 pts                |
| 4e                    | Thor Hushovd          | Norvège               | Crédit Agricole                 | 76 pts                |
| 5e                    | Yury Trofimov         | Russie                | Bouygues Telecom                | 59 pts                |
| 6e                    | George Hincapie       | États-Unis            | High Road                       | 41 pts                |
| 7e                    | Maxime Monfort        | Belgique              | Cofidis-Le Crédit par Téléphone | 41 pts                |
| 8e                    | Haimar Zubeldia       | Espagne               | Euskaltel-Euskadi               | 38 pts                |
| 9e                    | Sébastien Chavanel    | France                | La Française des jeux           | 30 pts                |
| 10e                   | Cyril Dessel          | France                | AG2R-La Mondiale                | 10 pts                |

| Classement par points | Classement par points | Classement par points | Classement par points           | Classement par points |
| Coureur               | Coureur               | Pays                  | Équipe                          | Points                |
| --------------------- | --------------------- | --------------------- | ------------------------------- | --------------------- |
| 1er                   | Alejandro Valverde    | Espagne               | Caisse d'Épargne                | 133 pts               |
| 2e                    | Levi Leipheimer       | États-Unis            | Astana                          | 105 pts               |
| 3e                    | Cadel Evans           | Australie             | Silence-Lotto                   | 87 pts                |
| 4e                    | Thor Hushovd          | Norvège               | Crédit Agricole                 | 76 pts                |
| 5e                    | Yury Trofimov         | Russie                | Bouygues Telecom                | 59 pts                |
| 6e                    | George Hincapie       | États-Unis            | High Road                       | 41 pts                |
| 7e                    | Maxime Monfort        | Belgique              | Cofidis-Le Crédit par Téléphone | 41 pts                |
| 8e                    | Haimar Zubeldia       | Espagne               | Euskaltel-Euskadi               | 38 pts                |
| 9e                    | Sébastien Chavanel    | France                | La Française des jeux           | 30 pts                |
| 10e                   | Cyril Dessel          | France                | AG2R-La Mondiale                | 10 pts                |

| Classement de la montagne | Classement de la montagne | Classement de la montagne | Classement de la montagne       | Classement de la montagne |
| Coureur                   | Coureur                   | Pays                      | Équipe                          | Points                    |
| ------------------------- | ------------------------- | ------------------------- | ------------------------------- | ------------------------- |
| 1er                       | Pierre Rolland            | France                    | Crédit Agricole                 | 110 pts                   |
| 2e                        | Yury Trofimov             | Russie                    | Bouygues Telecom                | 110 pts                   |
| 3e                        | Dmitriy Fofonov           | Kazakhstan                | Crédit Agricole                 | 72 pts                    |
| 4e                        | Vladimir Efimkin          | Russie                    | AG2R-La Mondiale                | 70 pts                    |
| 5e                        | Jurgen Van de Walle       | Belgique                  | Quick Step                      | 60 pts                    |
| 6e                        | Christophe Riblon         | France                    | AG2R-La Mondiale                | 54 pts                    |
| 7e                        | Cadel Evans               | Australie                 | Silence-Lotto                   | 44 pts                    |
| 8e                        | Alejandro Valverde        | Espagne                   | Caisse d'Épargne                | 42 pts                    |
| 9e                        | Amaël Moinard             | France                    | Cofidis-Le Crédit par Téléphone | 42 pts                    |
| 10e                       | Sylwester Szmyd           | Pologne                   | Lampre                          | 40 pts                    |

| Classement de la montagne | Classement de la montagne | Classement de la montagne | Classement de la montagne       | Classement de la montagne |
| Coureur                   | Coureur                   | Pays                      | Équipe                          | Points                    |
| ------------------------- | ------------------------- | ------------------------- | ------------------------------- | ------------------------- |
| 1er                       | Pierre Rolland            | France                    | Crédit Agricole                 | 110 pts                   |
| 2e                        | Yury Trofimov             | Russie                    | Bouygues Telecom                | 110 pts                   |
| 3e                        | Dmitriy Fofonov           | Kazakhstan                | Crédit Agricole                 | 72 pts                    |
| 4e                        | Vladimir Efimkin          | Russie                    | AG2R-La Mondiale                | 70 pts                    |
| 5e                        | Jurgen Van de Walle       | Belgique                  | Quick Step                      | 60 pts                    |
| 6e                        | Christophe Riblon         | France                    | AG2R-La Mondiale                | 54 pts                    |
| 7e                        | Cadel Evans               | Australie                 | Silence-Lotto                   | 44 pts                    |
| 8e                        | Alejandro Valverde        | Espagne                   | Caisse d'Épargne                | 42 pts                    |
| 9e                        | Amaël Moinard             | France                    | Cofidis-Le Crédit par Téléphone | 42 pts                    |
| 10e                       | Sylwester Szmyd           | Pologne                   | Lampre                          | 40 pts                    |

| Classement du combiné | Classement du combiné | Classement du combiné | Classement du combiné | Classement du combiné |
| Coureur               | Coureur               | Pays                  | Équipe                | Points                |
| --------------------- | --------------------- | --------------------- | --------------------- | --------------------- |
| 1er                   | Alejandro Valverde    | Espagne               | Caisse d'Épargne      |                       |

| Classement du combiné | Classement du combiné | Classement du combiné | Classement du combiné | Classement du combiné |
| Coureur               | Coureur               | Pays                  | Équipe                | Points                |
| --------------------- | --------------------- | --------------------- | --------------------- | --------------------- |
| 1er                   | Alejandro Valverde    | Espagne               | Caisse d'Épargne      |                       |

| Classement par équipes | Classement par équipes | Classement par équipes | Classement par équipes |
| Équipe                 | Équipe                 | Pays                   | Temps                  |
| ---------------------- | ---------------------- | ---------------------- | ---------------------- |
| 1re                    | Euskaltel-Euskadi      | Espagne                | 83 h 02 min 24 s       |
| 2e                     | AG2R-La Mondiale       | France                 | + 5 min 23 s           |
| 3e                     | Caisse d'Épargne       | Espagne                | + 6 min 40 s           |
| 4e                     | Silence-Lotto          | Belgique               | + 7 min 47 s           |
| 5e                     | Crédit Agricole        | France                 | + 8 min 06 s           |
| 6e                     | Astana                 | Luxembourg             | + 8 min 36 s           |
| 7e                     | CSC                    | Danemark               | + 10 min 32 s          |
| 8e                     | Bouygues Telecom       | France                 | + 11 min 33 s          |
| 9e                     | Quick Step             | Belgique               | + 18 min 07 s          |
| 10e                    | La Française des jeux  | France                 | + 20 min 50 s          |

| Classement par équipes | Classement par équipes | Classement par équipes | Classement par équipes |
| Équipe                 | Équipe                 | Pays                   | Temps                  |
| ---------------------- | ---------------------- | ---------------------- | ---------------------- |
| 1re                    | Euskaltel-Euskadi      | Espagne                | 83 h 02 min 24 s       |
| 2e                     | AG2R-La Mondiale       | France                 | + 5 min 23 s           |
| 3e                     | Caisse d'Épargne       | Espagne                | + 6 min 40 s           |
| 4e                     | Silence-Lotto          | Belgique               | + 7 min 47 s           |
| 5e                     | Crédit Agricole        | France                 | + 8 min 06 s           |
| 6e                     | Astana                 | Luxembourg             | + 8 min 36 s           |
| 7e                     | CSC                    | Danemark               | + 10 min 32 s          |
| 8e                     | Bouygues Telecom       | France                 | + 11 min 33 s          |
| 9e                     | Quick Step             | Belgique               | + 18 min 07 s          |
| 10e                    | La Française des jeux  | France                 | + 20 min 50 s          |

## Évolution des classements
| Étapes          | Vainqueur            | Classement général | Classement de la montagne | Classement par points | Classement du combiné | Classement par équipes |
| Prologue        | Levi Leipheimer      | Levi Leipheimer    | non attribué              | Levi Leipheimer       | Levi Leipheimer       | Astana                 |
| Première étape  | Alejandro Valverde   | Thor Hushovd       | Christian Kux             | Alejandro Valverde    | Thor Hushovd          | Astana                 |
| Deuxième étape  | George Hincapie      | Thor Hushovd       | David de la Fuente        | Thor Hushovd          | Thor Hushovd          | Astana                 |
| Troisième étape | Alejandro Valverde   | Alejandro Valverde | Alejandro Valverde        | Alejandro Valverde    | Alejandro Valverde    | Caisse d'Épargne       |
| Quatrième étape | Cyril Dessel         | Alejandro Valverde | David de la Fuente        | Alejandro Valverde    | Alejandro Valverde    | Caisse d'Épargne       |
| Cinquième étape | Yury Trofimov        | Alejandro Valverde | Juan José Cobo            | Alejandro Valverde    | Alejandro Valverde    | Silence-Lotto          |
| Sixième étape   | Chris Anker Sørensen | Alejandro Valverde | Pierre Rolland            | Alejandro Valverde    | Alejandro Valverde    | Euskaltel-Euskadi      |
| Septième étape  | Dmitriy Fofonov      | Alejandro Valverde | Pierre Rolland            | Alejandro Valverde    | Alejandro Valverde    | Euskaltel-Euskadi      |

## Liste des participants
| Silence-Lotto SIL | Silence-Lotto SIL       | Silence-Lotto SIL |
| ----------------- | ----------------------- | ----------------- |
| Num               | Coureur                 | Pos               |
| 1                 | Cadel Evans (AUS)       | 2e                |
| 2                 | Mario Aerts (BEL)       | 39e               |
| 3                 | Christophe Brandt (BEL) | 47e               |
| 4                 | Dario Cioni (ITA)       | 29e               |
| 5                 | Bart Dockx (BEL)        | 101e              |
| 6                 | Matthew Lloyd (AUS)     | AB-6              |
| 7                 | Yaroslav Popovych (UKR) | 28e               |
| 8                 | Roy Sentjens (BEL)      | 79e               |

| Astana AST | Astana AST               | Astana AST |
| ---------- | ------------------------ | ---------- |
| Num        | Coureur                  | Pos        |
| 11         | Levi Leipheimer (USA)    | 3e         |
| 12         | Janez Brajkovič (SLO)    | 46e        |
| 13         | Christopher Horner (USA) | NP-3       |
| 14         | Daniel Navarro (ESP)     | 14e        |
| 15         | Benjamín Noval (ESP)     | 105e       |
| 16         | Sérgio Paulinho (POR)    | 59e        |
| 17         | José Luis Rubiera (ESP)  | 71e        |
| 18         | Tomas Vaitkus (LTU)      | AB-6       |

| Caisse d'Épargne GCE | Caisse d'Épargne GCE             | Caisse d'Épargne GCE |
| -------------------- | -------------------------------- | -------------------- |
| Num                  | Coureur                          | Pos                  |
| 21                   | Alejandro Valverde (ESP)         | 1er                  |
| 22                   | Arnaud Coyot (FRA)               | AB-7                 |
| 23                   | José Vicente García Acosta (ESP) | AB-7                 |
| 24                   | Joan Horrach (ESP)               | 68e                  |
| 25                   | David López García (ESP)         | 26e                  |
| 26                   | Óscar Pereiro (ESP)              | 60e                  |
| 27                   | Nicolas Portal (FRA)             | 72e                  |
| 28                   | Rigoberto Urán (COL)             | 37e                  |

| Euskaltel-Euskadi EUS | Euskaltel-Euskadi EUS | Euskaltel-Euskadi EUS |
| --------------------- | --------------------- | --------------------- |
| Num                   | Coureur               | Pos                   |
| 31                    | Haimar Zubeldia (ESP) | 5e                    |
| 32                    | Beñat Albizuri (ESP)  | AB-7                  |
| 33                    | Mikel Astarloza (ESP) | 7e                    |
| 34                    | Jon Bru (ESP)         | AB-6                  |
| 35                    | Iñaki Isasi (ESP)     | 74e                   |
| 36                    | Juan José Oroz (ESP)  | 86e                   |
| 37                    | Rubén Pérez (ESP)     | 62e                   |
| 38                    | Samuel Sánchez (ESP)  | 45e                   |

| Crédit Agricole C.A | Crédit Agricole C.A       | Crédit Agricole C.A |
| ------------------- | ------------------------- | ------------------- |
| Num                 | Coureur                   | Pos                 |
| 41                  | Thor Hushovd (NOR)        | 73e                 |
| 42                  | William Bonnet (FRA)      | 85e                 |
| 43                  | Dmitriy Fofonov (KAZ)     | 19e                 |
| 44                  | Simon Gerrans (AUS)       | 64e                 |
| 45                  | Patrice Halgand (FRA)     | 49e                 |
| 46                  | Christophe Le Mével (FRA) | 25e                 |
| 47                  | Rémi Pauriol (FRA)        | 17e                 |
| 48                  | Pierre Rolland (FRA)      | 30e                 |

| Quick Step QST | Quick Step QST            | Quick Step QST |
| -------------- | ------------------------- | -------------- |
| Num            | Coureur                   | Pos            |
| 51             | Carlos Barredo (ESP)      | AB-7           |
| 52             | Matteo Carrara (ITA)      | 10e            |
| 53             | Juan Manuel Gárate (ESP)  | 27e            |
| 54             | Dmytro Grabovskyy (UKR)   | 88e            |
| 55             | Alessandro Proni (ITA)    | AB-4           |
| 56             | Jurgen Van de Walle (BEL) | 55e            |
| 57             | Kevin Van Impe (BEL)      | AB-7           |
| 58             | Davide Viganò (ITA)       | 89e            |

| AG2R-La Mondiale ALM | AG2R-La Mondiale ALM    | AG2R-La Mondiale ALM |
| -------------------- | ----------------------- | -------------------- |
| Num                  | Coureur                 | Pos                  |
| 61                   | Cyril Dessel (FRA)      | 6e                   |
| 62                   | José Luis Arrieta (ESP) | 61e                  |
| 63                   | Hubert Dupont (FRA)     | 22e                  |
| 64                   | Vladimir Efimkin (RUS)  | 24e                  |
| 65                   | John Gadret (FRA)       | AB-6                 |
| 66                   | Stéphane Goubert (FRA)  | 41e                  |
| 67                   | Julien Loubet (FRA)     | AB-7                 |
| 68                   | Christophe Riblon (FRA) | 91e                  |

| Rabobank RAB | Rabobank RAB              | Rabobank RAB |
| ------------ | ------------------------- | ------------ |
| Num          | Coureur                   | Pos          |
| 71           | Robert Gesink (NED)       | 4e           |
| 72           | Michiel Elijzen (NED)     | AB-5         |
| 73           | Juan Antonio Flecha (ESP) | 48e          |
| 74           | Koos Moerenhout (NED)     | 58e          |
| 75           | Pedro Horrillo (ESP)      | 107e         |
| 76           | Grischa Niermann (GER)    | 53e          |
| 77           | William Walker (AUS)      | 94e          |
| 78           | Pieter Weening (NED)      | 35e          |

| Cofidis-Le Crédit par Téléphone COF | Cofidis-Le Crédit par Téléphone COF | Cofidis-Le Crédit par Téléphone COF |
| ----------------------------------- | ----------------------------------- | ----------------------------------- |
| Num                                 | Coureur                             | Pos                                 |
| 81                                  | David Moncoutié (FRA)               | 36e                                 |
| 82                                  | Stéphane Augé (FRA)                 | 96e                                 |
| 83                                  | Florent Brard (FRA)                 | 92e                                 |
| 84                                  | Samuel Dumoulin (FRA)               | 102e                                |
| 85                                  | Maryan Hary (FRA)                   | 95e                                 |
| 86                                  | Sébastien Minard (FRA)              | NP-4                                |
| 87                                  | Amaël Moinard (FRA)                 | 32e                                 |
| 88                                  | Maxime Monfort (BEL)                | 9e                                  |

| Gerolsteiner GST | Gerolsteiner GST        | Gerolsteiner GST |
| ---------------- | ----------------------- | ---------------- |
| Num              | Coureur                 | Pos              |
| 91               | Heinrich Haussler (GER) | 84e              |
| 92               | Bernhard Kohl (AUT)     | NP-4             |
| 93               | Sebastian Lang (GER)    | 65e              |
| 94               | Volker Ordowski (GER)   | HD-7             |
| 95               | Tom Stamsnijder (NED)   | NP-7             |
| 96               | Fabian Wegmann (GER)    | 56e              |
| 97               | Carlo Westphal (GER)    | NP-6             |
| 98               | Peter Wrolich (AUT)     | 78e              |

| La Française des jeux FDJ | La Française des jeux FDJ | La Française des jeux FDJ |
| ------------------------- | ------------------------- | ------------------------- |
| Num                       | Coureur                   | Pos                       |
| 101                       | Sandy Casar (FRA)         | 13e                       |
| 102                       | Sébastien Chavanel (FRA)  | 108e                      |
| 103                       | Jérôme Coppel (FRA)       | 67e                       |
| 104                       | Rémy Di Grégorio (FRA)    | 16e                       |
| 105                       | Arnaud Gérard (FRA)       | 77e                       |
| 106                       | Sébastien Joly (FRA)      | AB-4                      |
| 107                       | Cyrille Monnerais (FRA)   | 50e                       |
| 108                       | Jelle Vanendert (BEL)     | AB-7                      |

| Lampre LAM | Lampre LAM               | Lampre LAM |
| ---------- | ------------------------ | ---------- |
| Num        | Coureur                  | Pos        |
| 111        | Emanuele Bindi (ITA)     | AB-5       |
| 113        | Paolo Fornaciari (ITA)   | AB-5       |
| 114        | Mirco Lorenzetto (ITA)   | AB-5       |
| 115        | Roberto Longo (ITA)      | AB-5       |
| 116        | Daniele Righi (ITA)      | 54e        |
| 117        | Mauro Santambrogio (ITA) | AB-5       |
| 118        | Sylwester Szmyd (POL)    | 8e         |

| Bouygues Telecom BTL | Bouygues Telecom BTL   | Bouygues Telecom BTL |
| -------------------- | ---------------------- | -------------------- |
| Num                  | Coureur                | Pos                  |
| 121                  | Thomas Voeckler (FRA)  | 43e                  |
| 122                  | Stef Clement (NED)     | 70e                  |
| 123                  | Perrig Quéméneur (FRA) | 80e                  |
| 124                  | Pierrick Fédrigo (FRA) | 34e                  |
| 125                  | Arnaud Labbe (FRA)     | 93e                  |
| 126                  | Laurent Lefèvre (FRA)  | 82e                  |
| 127                  | Alexandre Pichot (FRA) | 100e                 |
| 128                  | Yury Trofimov (RUS)    | 12e                  |

| High Road THR | High Road THR         | High Road THR |
| ------------- | --------------------- | ------------- |
| Num           | Coureur               | Pos           |
| 131           | Michael Rogers (AUS)  | 11e           |
| 132           | Michael Barry (CAN)   | 40e           |
| 133           | Scott Davis (AUS)     | 98e           |
| 134           | Bert Grabsch (GER)    | 99e           |
| 135           | André Greipel (GER)   | NP-3          |
| 136           | Adam Hansen (AUS)     | NP-4          |
| 137           | George Hincapie (USA) | 31e           |
| 138           | Craig Lewis (USA)     | 63e           |

| Liquigas LIQ | Liquigas LIQ                | Liquigas LIQ |
| ------------ | --------------------------- | ------------ |
| Num          | Coureur                     | Pos          |
| 141          | Manuel Beltrán (ESP)        | 15e          |
| 142          | Valerio Agnoli (ITA)        | 69e          |
| 143          | Mauro Da Dalto (ITA)        | 87e          |
| 144          | Aliaksandr Kuschynski (BLR) | 51e          |
| 145          | Matej Mugerli (SLO)         | 38e          |
| 146          | Manuel Quinziato (ITA)      | AB-7         |
| 147          | Charles Wegelius (GBR)      | 52e          |
| 148          | Frederik Willems (BEL)      | 76e          |

| CSC | CSC                        | CSC  |
| --- | -------------------------- | ---- |
| Num | Coureur                    | Pos  |
| 151 | Carlos Sastre (ESP)        | 20e  |
| 152 | Lars Bak (DEN)             | 18e  |
| 153 | Íñigo Cuesta (ESP)         | 23e  |
| 154 | Alexandr Kolobnev (RUS)    | 57e  |
| 155 | Karsten Kroon (NED)        | 83e  |
| 156 | Marcus Ljungqvist (SWE)    | AB-6 |
| 157 | Chris Anker Sørensen (DEN) | 42e  |
| 158 | Nicki Sørensen (DEN)       | 33e  |

| Saunier Duval-Scott SDV | Saunier Duval-Scott SDV              | Saunier Duval-Scott SDV |
| ----------------------- | ------------------------------------ | ----------------------- |
| Num                     | Coureur                              | Pos                     |
| 161                     | José Ángel Gómez Marchante (ESP)     | NP-5                    |
| 162                     | David de la Fuente (ESP)             | 81e                     |
| 163                     | Juan José Cobo (ESP)                 | AB-7                    |
| 164                     | Alberto Fernández de la Puebla (ESP) | 104e                    |
| 165                     | Javier Mejías (ESP)                  | AB-7                    |
| 166                     | Josep Jufré (ESP)                    | 75e                     |
| 167                     | Rubén Lobato (ESP)                   | 44e                     |
| 168                     | Aurélien Passeron (FRA)              | AB-6                    |

| Team Milram MRM | Team Milram MRM          | Team Milram MRM |
| --------------- | ------------------------ | --------------- |
| Num             | Coureur                  | Pos             |
| 171             | Sergio Ghisalberti (ITA) | AB-6            |
| 172             | Andriy Grivko (UKR)      | 66e             |
| 173             | Christian Kux (GER)      | 106e            |
| 174             | Brett Lancaster (AUS)    | 97e             |
| 175             | Dominik Roels (GER)      | 90e             |
| 176             | Björn Schröder (GER)     | HD-7            |
| 177             | Sebastian Schwager (GER) | 103e            |
| 178             | Peter Velits (SVK)       | 21e             |

| Silence-Lotto SIL | Silence-Lotto SIL       | Silence-Lotto SIL |
| ----------------- | ----------------------- | ----------------- |
| Num               | Coureur                 | Pos               |
| 1                 | Cadel Evans (AUS)       | 2e                |
| 2                 | Mario Aerts (BEL)       | 39e               |
| 3                 | Christophe Brandt (BEL) | 47e               |
| 4                 | Dario Cioni (ITA)       | 29e               |
| 5                 | Bart Dockx (BEL)        | 101e              |
| 6                 | Matthew Lloyd (AUS)     | AB-6              |
| 7                 | Yaroslav Popovych (UKR) | 28e               |
| 8                 | Roy Sentjens (BEL)      | 79e               |

| Astana AST | Astana AST               | Astana AST |
| ---------- | ------------------------ | ---------- |
| Num        | Coureur                  | Pos        |
| 11         | Levi Leipheimer (USA)    | 3e         |
| 12         | Janez Brajkovič (SLO)    | 46e        |
| 13         | Christopher Horner (USA) | NP-3       |
| 14         | Daniel Navarro (ESP)     | 14e        |
| 15         | Benjamín Noval (ESP)     | 105e       |
| 16         | Sérgio Paulinho (POR)    | 59e        |
| 17         | José Luis Rubiera (ESP)  | 71e        |
| 18         | Tomas Vaitkus (LTU)      | AB-6       |

| Caisse d'Épargne GCE | Caisse d'Épargne GCE             | Caisse d'Épargne GCE |
| -------------------- | -------------------------------- | -------------------- |
| Num                  | Coureur                          | Pos                  |
| 21                   | Alejandro Valverde (ESP)         | 1er                  |
| 22                   | Arnaud Coyot (FRA)               | AB-7                 |
| 23                   | José Vicente García Acosta (ESP) | AB-7                 |
| 24                   | Joan Horrach (ESP)               | 68e                  |
| 25                   | David López García (ESP)         | 26e                  |
| 26                   | Óscar Pereiro (ESP)              | 60e                  |
| 27                   | Nicolas Portal (FRA)             | 72e                  |
| 28                   | Rigoberto Urán (COL)             | 37e                  |

| Euskaltel-Euskadi EUS | Euskaltel-Euskadi EUS | Euskaltel-Euskadi EUS |
| --------------------- | --------------------- | --------------------- |
| Num                   | Coureur               | Pos                   |
| 31                    | Haimar Zubeldia (ESP) | 5e                    |
| 32                    | Beñat Albizuri (ESP)  | AB-7                  |
| 33                    | Mikel Astarloza (ESP) | 7e                    |
| 34                    | Jon Bru (ESP)         | AB-6                  |
| 35                    | Iñaki Isasi (ESP)     | 74e                   |
| 36                    | Juan José Oroz (ESP)  | 86e                   |
| 37                    | Rubén Pérez (ESP)     | 62e                   |
| 38                    | Samuel Sánchez (ESP)  | 45e                   |

| Crédit Agricole C.A | Crédit Agricole C.A       | Crédit Agricole C.A |
| ------------------- | ------------------------- | ------------------- |
| Num                 | Coureur                   | Pos                 |
| 41                  | Thor Hushovd (NOR)        | 73e                 |
| 42                  | William Bonnet (FRA)      | 85e                 |
| 43                  | Dmitriy Fofonov (KAZ)     | 19e                 |
| 44                  | Simon Gerrans (AUS)       | 64e                 |
| 45                  | Patrice Halgand (FRA)     | 49e                 |
| 46                  | Christophe Le Mével (FRA) | 25e                 |
| 47                  | Rémi Pauriol (FRA)        | 17e                 |
| 48                  | Pierre Rolland (FRA)      | 30e                 |

| Quick Step QST | Quick Step QST            | Quick Step QST |
| -------------- | ------------------------- | -------------- |
| Num            | Coureur                   | Pos            |
| 51             | Carlos Barredo (ESP)      | AB-7           |
| 52             | Matteo Carrara (ITA)      | 10e            |
| 53             | Juan Manuel Gárate (ESP)  | 27e            |
| 54             | Dmytro Grabovskyy (UKR)   | 88e            |
| 55             | Alessandro Proni (ITA)    | AB-4           |
| 56             | Jurgen Van de Walle (BEL) | 55e            |
| 57             | Kevin Van Impe (BEL)      | AB-7           |
| 58             | Davide Viganò (ITA)       | 89e            |

| AG2R-La Mondiale ALM | AG2R-La Mondiale ALM    | AG2R-La Mondiale ALM |
| -------------------- | ----------------------- | -------------------- |
| Num                  | Coureur                 | Pos                  |
| 61                   | Cyril Dessel (FRA)      | 6e                   |
| 62                   | José Luis Arrieta (ESP) | 61e                  |
| 63                   | Hubert Dupont (FRA)     | 22e                  |
| 64                   | Vladimir Efimkin (RUS)  | 24e                  |
| 65                   | John Gadret (FRA)       | AB-6                 |
| 66                   | Stéphane Goubert (FRA)  | 41e                  |
| 67                   | Julien Loubet (FRA)     | AB-7                 |
| 68                   | Christophe Riblon (FRA) | 91e                  |

| Rabobank RAB | Rabobank RAB              | Rabobank RAB |
| ------------ | ------------------------- | ------------ |
| Num          | Coureur                   | Pos          |
| 71           | Robert Gesink (NED)       | 4e           |
| 72           | Michiel Elijzen (NED)     | AB-5         |
| 73           | Juan Antonio Flecha (ESP) | 48e          |
| 74           | Koos Moerenhout (NED)     | 58e          |
| 75           | Pedro Horrillo (ESP)      | 107e         |
| 76           | Grischa Niermann (GER)    | 53e          |
| 77           | William Walker (AUS)      | 94e          |
| 78           | Pieter Weening (NED)      | 35e          |

| Cofidis-Le Crédit par Téléphone COF | Cofidis-Le Crédit par Téléphone COF | Cofidis-Le Crédit par Téléphone COF |
| ----------------------------------- | ----------------------------------- | ----------------------------------- |
| Num                                 | Coureur                             | Pos                                 |
| 81                                  | David Moncoutié (FRA)               | 36e                                 |
| 82                                  | Stéphane Augé (FRA)                 | 96e                                 |
| 83                                  | Florent Brard (FRA)                 | 92e                                 |
| 84                                  | Samuel Dumoulin (FRA)               | 102e                                |
| 85                                  | Maryan Hary (FRA)                   | 95e                                 |
| 86                                  | Sébastien Minard (FRA)              | NP-4                                |
| 87                                  | Amaël Moinard (FRA)                 | 32e                                 |
| 88                                  | Maxime Monfort (BEL)                | 9e                                  |

| Gerolsteiner GST | Gerolsteiner GST        | Gerolsteiner GST |
| ---------------- | ----------------------- | ---------------- |
| Num              | Coureur                 | Pos              |
| 91               | Heinrich Haussler (GER) | 84e              |
| 92               | Bernhard Kohl (AUT)     | NP-4             |
| 93               | Sebastian Lang (GER)    | 65e              |
| 94               | Volker Ordowski (GER)   | HD-7             |
| 95               | Tom Stamsnijder (NED)   | NP-7             |
| 96               | Fabian Wegmann (GER)    | 56e              |
| 97               | Carlo Westphal (GER)    | NP-6             |
| 98               | Peter Wrolich (AUT)     | 78e              |

| La Française des jeux FDJ | La Française des jeux FDJ | La Française des jeux FDJ |
| ------------------------- | ------------------------- | ------------------------- |
| Num                       | Coureur                   | Pos                       |
| 101                       | Sandy Casar (FRA)         | 13e                       |
| 102                       | Sébastien Chavanel (FRA)  | 108e                      |
| 103                       | Jérôme Coppel (FRA)       | 67e                       |
| 104                       | Rémy Di Grégorio (FRA)    | 16e                       |
| 105                       | Arnaud Gérard (FRA)       | 77e                       |
| 106                       | Sébastien Joly (FRA)      | AB-4                      |
| 107                       | Cyrille Monnerais (FRA)   | 50e                       |
| 108                       | Jelle Vanendert (BEL)     | AB-7                      |

| Lampre LAM | Lampre LAM               | Lampre LAM |
| ---------- | ------------------------ | ---------- |
| Num        | Coureur                  | Pos        |
| 111        | Emanuele Bindi (ITA)     | AB-5       |
| 113        | Paolo Fornaciari (ITA)   | AB-5       |
| 114        | Mirco Lorenzetto (ITA)   | AB-5       |
| 115        | Roberto Longo (ITA)      | AB-5       |
| 116        | Daniele Righi (ITA)      | 54e        |
| 117        | Mauro Santambrogio (ITA) | AB-5       |
| 118        | Sylwester Szmyd (POL)    | 8e         |

| Bouygues Telecom BTL | Bouygues Telecom BTL   | Bouygues Telecom BTL |
| -------------------- | ---------------------- | -------------------- |
| Num                  | Coureur                | Pos                  |
| 121                  | Thomas Voeckler (FRA)  | 43e                  |
| 122                  | Stef Clement (NED)     | 70e                  |
| 123                  | Perrig Quéméneur (FRA) | 80e                  |
| 124                  | Pierrick Fédrigo (FRA) | 34e                  |
| 125                  | Arnaud Labbe (FRA)     | 93e                  |
| 126                  | Laurent Lefèvre (FRA)  | 82e                  |
| 127                  | Alexandre Pichot (FRA) | 100e                 |
| 128                  | Yury Trofimov (RUS)    | 12e                  |

| High Road THR | High Road THR         | High Road THR |
| ------------- | --------------------- | ------------- |
| Num           | Coureur               | Pos           |
| 131           | Michael Rogers (AUS)  | 11e           |
| 132           | Michael Barry (CAN)   | 40e           |
| 133           | Scott Davis (AUS)     | 98e           |
| 134           | Bert Grabsch (GER)    | 99e           |
| 135           | André Greipel (GER)   | NP-3          |
| 136           | Adam Hansen (AUS)     | NP-4          |
| 137           | George Hincapie (USA) | 31e           |
| 138           | Craig Lewis (USA)     | 63e           |

| Liquigas LIQ | Liquigas LIQ                | Liquigas LIQ |
| ------------ | --------------------------- | ------------ |
| Num          | Coureur                     | Pos          |
| 141          | Manuel Beltrán (ESP)        | 15e          |
| 142          | Valerio Agnoli (ITA)        | 69e          |
| 143          | Mauro Da Dalto (ITA)        | 87e          |
| 144          | Aliaksandr Kuschynski (BLR) | 51e          |
| 145          | Matej Mugerli (SLO)         | 38e          |
| 146          | Manuel Quinziato (ITA)      | AB-7         |
| 147          | Charles Wegelius (GBR)      | 52e          |
| 148          | Frederik Willems (BEL)      | 76e          |

| CSC | CSC                        | CSC  |
| --- | -------------------------- | ---- |
| Num | Coureur                    | Pos  |
| 151 | Carlos Sastre (ESP)        | 20e  |
| 152 | Lars Bak (DEN)             | 18e  |
| 153 | Íñigo Cuesta (ESP)         | 23e  |
| 154 | Alexandr Kolobnev (RUS)    | 57e  |
| 155 | Karsten Kroon (NED)        | 83e  |
| 156 | Marcus Ljungqvist (SWE)    | AB-6 |
| 157 | Chris Anker Sørensen (DEN) | 42e  |
| 158 | Nicki Sørensen (DEN)       | 33e  |

| Saunier Duval-Scott SDV | Saunier Duval-Scott SDV              | Saunier Duval-Scott SDV |
| ----------------------- | ------------------------------------ | ----------------------- |
| Num                     | Coureur                              | Pos                     |
| 161                     | José Ángel Gómez Marchante (ESP)     | NP-5                    |
| 162                     | David de la Fuente (ESP)             | 81e                     |
| 163                     | Juan José Cobo (ESP)                 | AB-7                    |
| 164                     | Alberto Fernández de la Puebla (ESP) | 104e                    |
| 165                     | Javier Mejías (ESP)                  | AB-7                    |
| 166                     | Josep Jufré (ESP)                    | 75e                     |
| 167                     | Rubén Lobato (ESP)                   | 44e                     |
| 168                     | Aurélien Passeron (FRA)              | AB-6                    |

| Team Milram MRM | Team Milram MRM          | Team Milram MRM |
| --------------- | ------------------------ | --------------- |
| Num             | Coureur                  | Pos             |
| 171             | Sergio Ghisalberti (ITA) | AB-6            |
| 172             | Andriy Grivko (UKR)      | 66e             |
| 173             | Christian Kux (GER)      | 106e            |
| 174             | Brett Lancaster (AUS)    | 97e             |
| 175             | Dominik Roels (GER)      | 90e             |
| 176             | Björn Schröder (GER)     | HD-7            |
| 177             | Sebastian Schwager (GER) | 103e            |
| 178             | Peter Velits (SVK)       | 21e             |

* forfait de Paolo Bossoni